# Mojopitu
Mojopitu is een bestuurslaag in het regentschap Ponorogo van de provincie Oost-Java, Indonesië. Mojopitu telt 982 inwoners (volkstelling 2010).